# Перед заходом сонця
«Перед заходом сонця» (англ. Before Sunset) — американський фільм режисера Річарда Лінклейтера, 2004 року. Це сиквел до фільму «Перед світанком» (1995). Як і у попередній частині головні ролі зіграли Жулі Дельпі та Ітан Гоук. На 1 березня 2024 року фільм займав 223-тю позицію у списку 250 кращих фільмів за версією IMDb.
Жулі Дельпі написала для фільму три пісні. Дві вона виконала на екрані, третю використали як музичний супровід до фільму.

## Сюжет
Американський письменник Джесі (Ітан Гоук) робить тур по Європі рекламуючи свій новий роман. На зустріч з читачами у Парижі приходить парижанка Селін (Жулі Дельпі). Дев'ять років тому вони зустрілися у Відні й між ними спалахнула любов, яка стала основою цього бестселера. Тоді вони змушені були роз'їхатися, але домовилися зустрітися через шість місяців у Відні знову. Однак у день зустрічі відбувся похорон бабусі Селін і вона не змогла приїхати до Відня.
Тепер, після стількох років, їх шляхи несподівано знову перетнулися тепер уже в Парижі й виявляється, що їх почуття за цей час не зів'яли, попри те, що вони обоє уже давно одружені…

## Нагороди
Нагороди
- 2004 рік: Нагорода Бостонського товариства кінокритиків — BSFC премія (друге місце).

Номінації
- 2004 рік: Берлінський кінофестиваль — Золотий Ведмідь.
- 2005 рік: Оскар — найкращий адаптований сценарій.